# Bombenanschlag von Clerkenwell

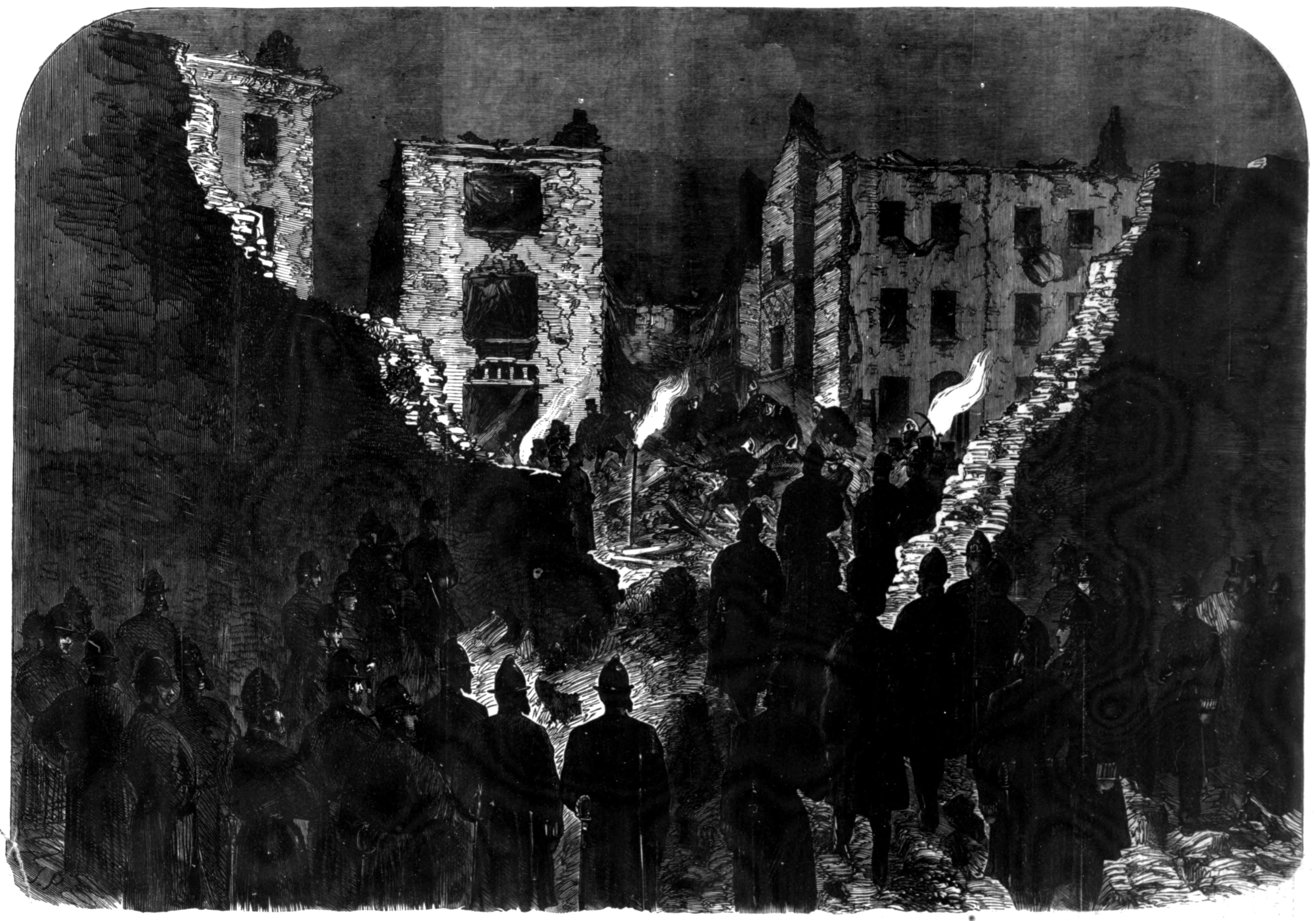
Die von der Explosion zerstörte Gefängnismauer

Der Bombenanschlag von Clerkenwell (englisch Clerkenwell bombing) wurde am 13. Dezember 1867 im Londoner Stadtteil Clerkenwell des nördlichen Londoner Bezirks Islington begangen und richtete sich gegen das Gefängnis Clerkenwell. Die Explosion zerstörte zahlreiche Gebäude. Es starben 12 Personen, 120 wurden verletzt. Der Bombenanschlag war ein wichtiges Ereignis in der Geschichte der englisch-irischen Beziehungen.

## Tathergang
Der Täter hatte die Bombe, ein mit Schießpulver gefülltes Bierfass, auf Rädern zur Außenmauer des Gefängnisses geschoben. Ziel des Anschlages war es, Gefangene zu befreien, die der Irischen Republikanischen Bruderschaft angehörten und für die Unabhängigkeit Irlands vom Vereinigten Königreich kämpften. Durch die große Wucht der Explosion wurden mehrere Häuser beschädigt.

## Prozess und Hinrichtung
Als Tatverdächtiger wurde Michael Barrett angeklagt; er war in Drumnagreshial im County Fermanagh geboren und Mitglied der Irischen Republikanischen Bruderschaft. Ein Zeuge sagte aus, Barrett habe ihm gesagt, die Tat zusammen mit einem Komplizen namens Murphy begangen zu haben. Barrett dagegen erklärte sich für unschuldig und benannte Zeugen, die aussagten, er habe sich am Tag der Tat in Glasgow aufgehalten. Nach zweistündiger Verhandlung wurde Barrett schuldig gesprochen. Er wurde am 26. Mai 1868 vor rund 2000 begeisterten Zuschauern durch William Calcraft gehängt. Barretts Tod war die letzte öffentliche Hinrichtung in England.

## Reaktionen und Folgen
Der Bombenanschlag raubte den irischen Republikanern Sympathien in der Londoner Bevölkerung. Karl Marx, der damals in London lebte, schrieb an Friedrich Engels, dass die Londoner Massen, die für Irland große Sympathien gezeigt hätten, nun in die Arme der reaktionären Regierung getrieben würden. Charles Bradlaugh verurteilte den Anschlag als eine Tat, die alle Sympathien zerstöre und den Widerstand aller Klassen hervorrufe. Der Premierminister Benjamin Disraeli, der am Vortag der Explosion politische Demonstration in London hatte verbieten lassen, musste nun gegen diese Maßnahme keine Widerstände mehr befürchten. Nach dem Anschlag sprach er sich dafür aus, in England das Habeas-Corpus-Gesetz, das Freiheitsentzug nur auf richterliche Anordnung erlaubte, außer Kraft zu setzen. Die Zeitungen schürten die Angst der Bevölkerung vor weiteren schwereren Anschlägen und brachten jegliche Kriminalität in London mit irischem Nationalismus in Verbindung. Die Sicherheitsvorkehrungen wurden verschärft, zehntausende Hilfspolizisten neu eingestellt und eine Sonderabteilung des Geheimdienstes zur Abwehr der irisch-republikanischen Bemühungen gegründet.

## Rezeption
Der irische Schriftsteller James Joyce nahm in mehreren Werken auf den Bombenanschlag von Clerkenwell Bezug, unter anderem in seinem berühmtesten Roman Ulysses.
Gary Schmitt, ehemaliger Direktor des Neokonservativen Project for the New American Century, bezeichnet in einer 2010 erschienenen Monographie zum islamischen Terrorismus die Explosion von Clerkenwell als ersten Terroranschlag auf britischem Boden.